# Sân vận động Agia Sophia
Sân vận động Agia Sophia (phát âm [aˈʝa soˈfça]), còn được biết đến là OPAP Arena vì lý do tài trợ và với tên gọi AEK Arena cho các giải đấu UEFA, là sân nhà của AEK Athens. Với sức chứa toàn chỗ ngồi là 32.500 người, đây là sân vận động bóng đá lớn thứ hai ở Hy Lạp. Sân nằm ở Nea Filadelfeia, một vùng ngoại ô phía tây bắc của Athens, Hy Lạp. Sân vận động mới được xây dựng trên địa điểm của sân vận động Nikos Goumas trước đây.
Vào ngày 27 tháng 3 năm 2023, sân vận động bắt đầu tổ chức các trận đấu trên sân nhà của đội tuyển bóng đá quốc gia Hy Lạp với trận hòa 0-0 trước Litva.
Sân vận động đã giành được giải thưởng Sân vận động của năm lần thứ 13 trong cuộc bình chọn công khai cho sân vận động đẹp nhất khánh thành vào năm 2022.